# 臭樱
臭樱（学名：Prunus hypoleuca）是蔷薇科李属的植物，是中国的特有植物。分布于中国大陆的湖北、四川等地，生长于海拔1,200米至1,800米的地区，多生长在山坡疏林中，目前尚未由人工引种栽培。

## 分类
本种最初被归类为独立的臭樱属（Maddenia），但由于非单系群问题，该属于2010年被正式并入李属，成为稠李亚属的一部分。

## 别名
假稠李（中国高等植物图鉴）